# Olga Gitkiewicz
Olga Katarzyna Gitkiewicz z domu Jaworska (ur. 10 lipca 1977 w Żyrardowie) – polska dziennikarka, reporterka i pisarka. Zajmuje się tematami związanymi z historią społeczną, emancypacją kobiet, a także socjologią pracy i transportem publicznym w Polsce.

## Życiorys
Ukończyła Liceum Ogólnokształcące im. Bolesława Prusa w Skierniewicach, jest absolwentką socjologii na Uniwersytecie Wrocławskim oraz Polskiej Szkoły Reportażu. 
Jej debiutancka książka, powieść Zmiany światła została nagrodzona w konkursie Oficyny Wydawniczej Atut w 2003 roku. Finalistka Konkursu na Najlepsze Polskie Opowiadanie roku 2016, organizowanego w ramach 12. Międzynarodowego Festiwalu Opowiadania. Za książkę Nie hańbi (Wydawnictwo Dowody na Istnienie, Warszawa 2017) otrzymała nominacje do Nagrody Literackiej „Nike” 2018, do Nagrody im. Ryszarda Kapuścińskiego za Reportaż Literacki 2017 oraz nominację do Nagrody "Newsweeka" im. Teresy Torańskiej. W 2019 była stypendystką Miasta Warszawy. Jej kolejna książka Nie zdążę wygrała w konkursie Grand Press w kategorii Książka Reporterska Roku 2020. W tym samym roku była stypendystką programu Wyszehradzkich Rezydencji Literackich w Pradze. W 2022 otrzymała nominację do Nagrody Literackiej m.st. Warszawy w kategorii "książka o tematyce warszawskiej" za esej biograficzny Krahelska, Krahelskie. 
Autorka rozdziałów w publikacjach zbiorowych Proszę mówić dalej. Historia społeczna Muzeum Sztuki w Łodzi (wydana przez Muzeum Sztuki w Łodzi) oraz Ludowa historia kobiet (Wydawnictwo RM).  
Od 2020 roku felietonistka miesięcznika „Znak”, publikowała również m.in. w czasopismach „Polityka”, „Pismo. Magazyn Opinii” oraz w portalach Gazeta.pl i Krytykapolityczna.pl.
Angażuje się w dydaktykę. W 2022 i 2023 była mentorką w dwóch pierwszych edycjach programu „Polska Stories. Projekt reporterski dla młodych” organizowanego przez Gazeta.pl. Współpracuje z Instytutem Reportażu jako wykładowczyni i tutorka w Polskiej Szkole Reportażu.
W marcu 2024 została powołana przez Minister Rodziny, Pracy i Polityki Społecznej, Agnieszkę Dziemianowicz-Bąk, do Rady ds. Kobiet na Rynku Pracy. 

## Twórczość
- Zmiany światła, powieść (Oficyna Wydawnicza Atut, Wrocław 2004)
- Nie hańbi (Wydawnictwo Dowody na Istnienie, Warszawa 2017)
- Nie zdążę (Wydawnictwo Dowody na Istnienie, Warszawa 2019)
- Krahelska, Krahelskie (Wydawnictwo Dowody na Istnienie, Warszawa 2021)